# وحدات ستوني
في الفيزياء، تشكل وحدات ستوني نظامًا من الوحدات سمي على اسم الفيزيائي الأيرلندي جورج ستوني، الذي اقترحها لأول مرة في عام 1881. وهي أقرب مثال للوحدات الطبيعية، أي مجموعة متماسكة من وحدات القياس مصممة بحيث يتم اختيار الثوابت الفيزيائية تحدد بالكامل ويتم تضمينها في المجموعة.

## الوحدات
| الكمية                | الوصف                                                                    | القيمة بوحدات النظام الدولي |
| --------------------- | ------------------------------------------------------------------------ | --------------------------- |
| الطول (L)             | {\displaystyle l_{\text{S}}={\sqrt {\frac {Gk_{\text{e}}e^{2}}{c^{4}}}}} | 1.3807×10−36 م              |
| الكتلة (M)            | {\displaystyle m_{\text{S}}={\sqrt {\frac {k_{\text{e}}e^{2}}{G}}}}      | 1.8592×10−9 كـg             |
| الزمن (T)             | {\displaystyle t_{\text{S}}={\sqrt {\frac {Gk_{\text{e}}e^{2}}{c^{6}}}}} | 4.6054×10−45 s              |
| الشحنة الكهربائية (Q) | {\displaystyle q_{\text{S}}=e\ }                                         | 1.6022×10−19 C              |

الثوابت التي استخدمها ستوني لتعريف مجموعة الوحدات الخاصة به هي كما يلي:
- c، سرعة الضوء في الفراغ،
- G، ثابت الجاذبية،
- ke = 1/(4πε0)، ثابت كولوم،
- e، الشحنة الأولية.

هذا يعني أن القيم العددية لجميع هذه الثوابت، عند التعبير عنها بوحدات ستوني المتماسكة، تساوي واحدًا:
c = 1 lS⋅tS−1
G = 1 lS3⋅tS−2⋅mS−1
ke = 1 lS3⋅tS−2⋅mS⋅qS−2
e = 1 qS
في وحدات ستوني، القيمة العددية لثابت بلانك المخفّض هي
{\displaystyle \hbar ={\frac {1}{\alpha }}~l_{\text{S}}^{2}{\cdot }t_{\text{S}}^{-1}{\cdot }m_{\text{S}}\approx 137.036~l_{\text{S}}^{2}{\cdot }t_{\text{S}}^{-1}{\cdot }m_{\text{S}}^{~},}
حيث α هو ثابت البناء الدقيق.